# Willie Christine King
Willie Christine King (Atlanta, 11 settembre 1927 – Atlanta, 29 giugno 2023) è stata una scrittrice, insegnante e attivista statunitense.

## Biografia
Nata nello Stato della Georgia era la sorella maggiore di Martin Luther King, figlia di Alberta Christine Williams King e Martin Luther King Senior.
Sposò Isaac Newton Farris il 19 agosto 1960. I due ebbero due figli: Angela Christine Farris Watkins e Isaac Newton Farris, Jr. Insegnò al Spelman College, era vicedirettrice del King Center e attivista del Southern Christian Leadership Conference.

## Opere
- My Brother Martin: A Sister Remembers Growing Up with the Rev. Dr. Martin ... by Christine King Farris
- Martin Luther King, Jr.: His Life and Dream by Christine King Farris
- Martin Luther King, Jr.: His Life and Dreams/Grades 3-5 by Christine King Farris - 1986
- Martin Luther King, Jr., His Life and Dream: Elementary Level by Christine King Farris
- Teaching Children about Martin Luther King: Lessons for Life by Jr III Martin Luther King, Christine King Farris - 2003